# Boysetsfire
Boysetsfire är ett posthardcoreband från Newark, Delaware och West Chester, Pennsylvania, bildat 1994.

## Medlemmar
Nuvarande medlemmar
- Nathan Gray - sång, keyboard (1994-idag)
- Josh Latshaw - gitarr, bakgrundssång (1994-idag)
- Chad Istvan - gitarr, bakgrundssång (1994-idag)
- Robert Ehrenbrand - bas, bakgrundssång (2004–2011, 2013-idag)
- Chris Rakus - trummor (2013-idag)

Tidigare medlemmar
- Rob Avery - bas
- Darrell Hyde - bas
- Matt Krupanski - trummor (1994-2013)
- Marc Krupanski - bas (2011-2013)
- Dan Pelic - trummor (2013)

## Diskografi
Studioalbum
- 1997 – The Day the Sun Went Out (CD/LP)
- 2000 – After the Eulogy (CD/CS/LP)
- 2003 – Tomorrow Come Today (CD/DVD)
- 2006 – The Misery Index: Notes from the Plague Years (CD/DVD)
- 2013 – While a Nation Sleeps... (CD)

EP
- 1996: Consider
- 1996: This Crying, This Screaming, My Voice Is Being Born
- 1998: In Chrysalis
- 1999: Snapcase vs. Boysetsfire (delad EP)
- 2000: Crush 'Em All Vol. 1 (delad EP med Shai Hulud)
- 2000: Coalesce / Boysetsfire (delad EP)
- 2001: Suckerpunch Training
- 2002: Live for Today (live-EP)
- 2013: Bled Dry
- 2014: Split 7" (delad EP med Funeral For A Friend)